# Тарабин (бедуины)

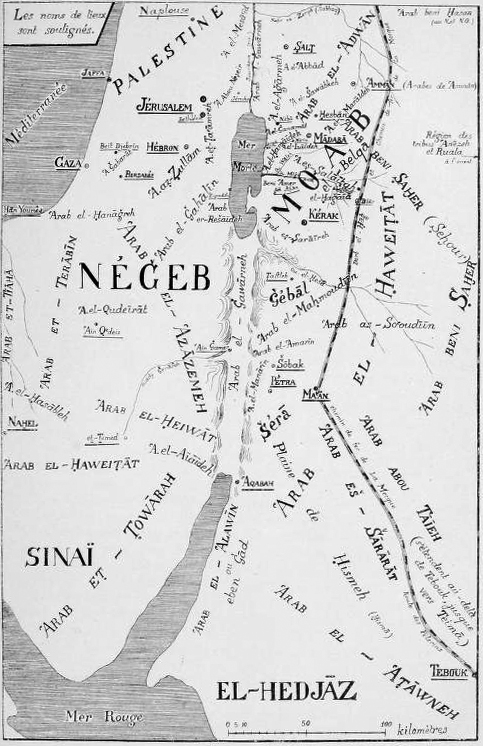
Карта бедуинских племён 1908 года

Тарабин (ивр. תראבין‎; араб. ترابين‎), также Ат-Тирабин (араб. الترابين‎) — одно из важнейших бедуинских племён на Синае, и самое крупное племя в Негеве. Сегодня проживают в Египте в таких городах как Каир, Исмаилия, Гиза и Суэц, кроме Египта это племя также проживает в Иордании, Израиле, Саудовской Аравии и секторе Газа. В 2004 году для клана ас-Сана племени Тарабин в Израиле была основана деревня Тирабин-эс-Сана.
Согласно переписи населения подмандатной Палестины, в 1931 году племя насчитывало около 17 тыс. человек.
Ат-Тирабин считается крупнейшим племенем бедуинов на Негеве и Синайском полуострове, насчитывающим более 500 000 человек.

## Происхождение
Название Тарабин происходит от долины Тараба в Саудовской Аравии, где когда-то проживало это племя. Прежнее название — Боком.
Племя ведет свою историю от Атии из курайшитов — племени Мухаммеда. Считается, что Атия мигрировал в Синай в XIV веке. Он похоронен в эш-Шарафе, около Суэца. У Атии было пять сыновей, от которых произошли кланы Тарабина:
- Мусаид — предок Кусара;
- Хасбал — Хасабила;
- Наба — Набаата;
- Сари — Сараии

Эти четыре рода живут в Синае.

## Тарабин в Египте

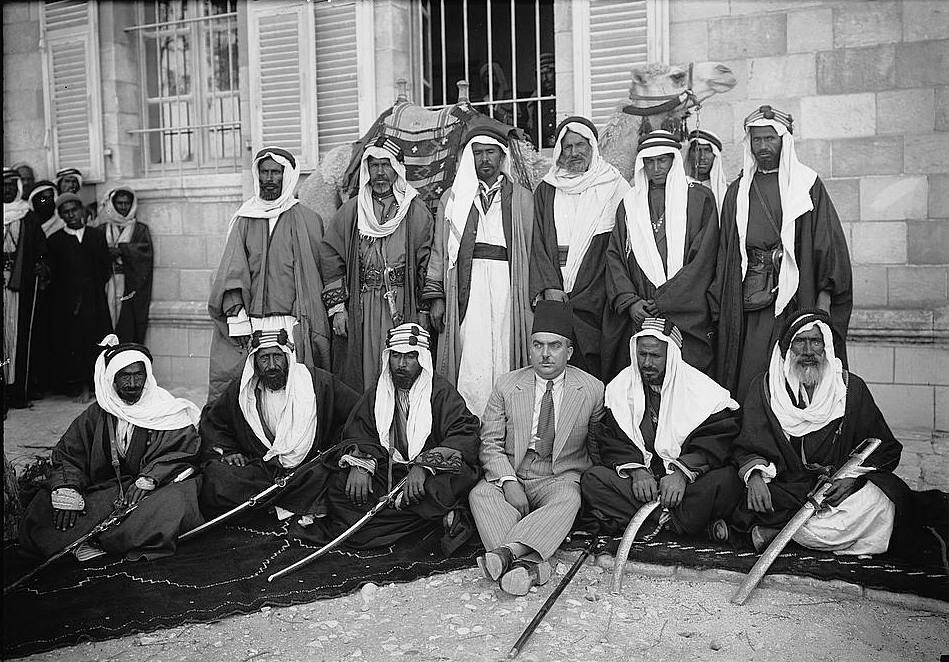
Шейхи Ат-Тарабин в Беэр-Шеве, 1934 год.

Часть племени Тарабин, проживающая на Синайском полуострове, в настоящее время в основном сосредоточено к северу от Нувейбы, эти бедуины прибыли на полуостров около 300 лет назад. В 1874 году они были занесены в список бедуинских племён, составленный Фондом исследования Палестины, как проживающие «в пустыне ат-Тих (араб. التِّيه‎)».
Последние несколько десятилетий оказались трудными для традиционной бедуинской жизни. В связи с изменением обстановки, строительством новых и развитием старых курортных городов, таких как Шарм-эш-Шейх, меняется и образ жизни бедуинов. Их некогда кочевая культура трансформируется, и эти изменения даются им очень нелегко, многие предпочитают получить легальную профессию. Бедуины сталкиваются с относительно новыми проблемами, такими как безработица и различные земельные вопросы. Можно видеть эрозию их традиционных ценностей, с урбанизацией и появлением новых возможностей для получения образования бедуины начали вступать в брак с людьми за пределами своего племени, что когда-то было совершенно неуместно.
Бедуины, проживающие на Синайском полуострове, не получили выгоды от трудоустройства во время начального строительного бума из-за низкой предлагаемой заработной платы и потому они не шли работать строителями. Из-за этого власти были вынуждены завести в регион строителей из других регионов Египта. Когда туристическая индустрия начала процветать, местные бедуины всё чаще приобретали новые профессии, такие как водители такси, гиды, менеджеры кемпингов или кафе. Однако конкуренция очень высока, и многие синайские бедуины являются безработными. Более того, из-за их традиционного образа жизни бедуинским женщинам обычно не разрешается работать вне дома.
Поскольку возможностей для трудоустройства недостаточно, зарплата не удовлетворяет всех пожеланий, а труд является не очень лёгким занятием, многие бедуинские племена, проживающие вдоль границы между Египтом и Израилем, предпочитают заниматься своим традиционным занятием, а именно контрабандой наркотиков, оружия и работорговлей.
В большинстве стран Ближнего Востока бедуины не имеют прав на землю, только привилегии пользователей, и это особенно верно для Египта. С середины 1980-х годов бедуины, владевшие прибрежной собственностью, потеряли контроль над большей частью своей земли, поскольку египетское правительство продало её гостиничным операторам. Египет рассматривал её не как землю, принадлежащую бедуинским племенам, а скорее как государственную собственность.
Летом 1999 года произошло последнее изъятие земли, когда армия снесла бульдозерами туристические кемпинги, управляемые бедуинами, к северу от Нувейбы в рамках заключительного этапа строительства отелей в секторе, контролируемого Агентством по развитию туризма. Директор агентства отверг права бедуинов на большую часть земли, заявив, что они не жили на побережье до 1982 года. Их традиционная полукочевая культура сделала бедуинов уязвимыми перед подобными притязаниями, так как у них нет постоянного места кочевья и они не имеют никаких документов на землю.
После египетской революции 2011 года бедуины Синая получили неофициальную автономию. Но египетские власти традиционно с подозрением относятся к традиционной криминальной деятельности бедуинов. С 2017 года Тарабин сотрудничает с египетскими властями в борьбе с ИГ, так как ИГ препятствует традиционному бизнесу бедуинов — контрабанде сигарет и наркотиков. Кроме того, ИГ также навязывает форму одежды для женщин, уничтожает телевизоры и спутниковые тарелки.

## Тарабин в Израиле
Изначально племя проживало вдоль египетско-израильской границы. Сегодня большинство членов племени живёт в окрестностях Беэр-Шевы.